# Ganki
Ganki è uno dei sette comuni del dipartimento di Kaédi, situato nella regione di Gorgol in Mauritania. Contava 4.902 abitanti nel censimento della popolazione del 2000.